# Equação de Tanaka
Em matemática, a equação de Tanaka é um exemplo de equação diferencial estocástica que admite uma solução fraca, mas que não tem nenhuma solução forte. Recebe este nome em homenagem ao matemático japonês Hiroshi Tanaka.

## Definição
A equação de Tanaka é uma equação diferencial estocástica unidimensional:
{\displaystyle \mathrm {d} X_{t}=\operatorname {sgn}(X_{t})\mathrm {d} B_{t},}
dirigida pelo movimento browniano canônico {\displaystyle B} com condição inicial {\displaystyle X_{0}=0}, em que {\displaystyle \operatorname {sgn} } denota a função sinal:
{\displaystyle \operatorname {sgn}(x)={\begin{cases}+1,&x\geq 0;\\-1,&x<0.\end{cases}}}
Destaca-se o valor não convencional de {\displaystyle \operatorname {sgn}(0)}. A função sinal não satisfaz a condição de continuidade de Lipschitz exigida para teoremas usuais que garantem a existência e a unicidade de soluções fortes. A equação de Tanaka não tem nenhuma solução forte, isto é, uma para a qual a versão {\displaystyle B} do movimento browniano é dada antecipadamente e a solução {\displaystyle X} é adaptada à filtração gerada por {\displaystyle B} e pelas condições iniciais. Entretanto, a equação de Tanaka tem uma solução fraca, uma para a qual o processo {\displaystyle X} e a versão do movimento browniano são ambos especificados como parte da solução, em vez do movimento browniano sendo dado a priori. Neste caso, simplesmente escolhe-se {\displaystyle X} para ser qualquer movimento browniano {\displaystyle {\hat {B}}} e define-se {\displaystyle {\tilde {B}}} por:
{\displaystyle {\tilde {B}}_{t}=\int _{0}^{t}\operatorname {sgn} {\big (}{\hat {B}}_{s}{\big )}\mathrm {d} {\hat {B}}_{s}=\int _{0}^{t}\operatorname {sgn} {\big (}X_{s}{\big )}\mathrm {d} X_{s},}
isto é,
{\displaystyle \mathrm {d} {\tilde {B}}_{t}=\operatorname {sgn}(X_{t})\mathrm {d} X_{t}.}
Assim,
{\displaystyle \mathrm {d} X_{t}=\operatorname {sgn}(X_{t})\mathrm {d} {\tilde {B}}_{t},}
e, então, {\displaystyle X} é uma solução fraca da equação de Tanaka. Além disto, esta solução é fracamente única, isto é, qualquer outra solução fraca deve ter a mesma lei.